# Liste von Flüssen in Sizilien
Diese Seite listet Flüsse in der italienischen Region Sizilien auf.

## Überblick
Das gebirgige Innere der Insel Sizilien ist von zahlreichen Flüssen durchzogen. Der längste darunter ist der 144 Kilometer lange Imera Meridionale. Das größte Einzugsgebiet hat mit über 4000 Quadratkilometern der 113 Kilometer lange Simeto. Auf den zu der Region Sizilien gehörenden Inseln gibt es keine größeren Fließgewässer.
Viele der Flüsse werden durch Talsperren gestaut und bilden zahlreiche der Seen Siziliens.

## Liste
In der folgenden Tabelle sind die Ströme nach ihrem Mündungsort von der Nordostecke Siziliens aus im Uhrzeigersinn sortiert, Nebenflüsse nach der Entfernung ihrer Mündung von der Mündung des Hauptflusses.
| Name                         | Ursprung                                                                       | Mündung                                                                    | Länge  | Einzugs- gebiet | Anmerkungen | Bild           |
| ---------------------------- | ------------------------------------------------------------------------------ | -------------------------------------------------------------------------- | ------ | --------------- | --- | -------------- |
| Camaro Zaera                 | aus mehreren Quellbächen bei Camaro Soprane in Messina in den Monti Peloritani | in Messina in die Straße von Messina                                       |        |                 | nur gelegentlich wasserführender Torrente, speiste das erste Aquädukt von Messina, zu dessen Einweihung 1547 der Orionbrunnen errichtet wurde.                                                                                          |                |
| Fiumedinisi                  | aus mehreren Quellbächen in Fiumedinisi in den Monti Peloritani                | zwischen Alì Terme und Nizza di Sicilia ins Ionische Meer                  |        |                 | nur gelegentlich wasserführender Torrente |                |
| Pagliara Dinarini            | in Pagliara in den Monti Peloritani                                            | zwischen Roccalumera und Furci Siculo ins Ionische Meer                    |        |                 | nur gelegentlich wasserführender Torrente |                |
| Savoca Misitano              | in Casalvecchio Siculo in den Monti Peloritani                                 | zwischen Furci Siculo und Santa Teresa di Riva ins Ionische Meer           |        |                 | nur gelegentlich wasserführender Torrente |                |
| Agró Antillo                 | aus mehreren Quellbächen in Antillo in den Monti Peloritani                    | zwischen Santa Teresa di Riva und Sant’Alessio Siculo ins Ionische Meer    | 15 km  |                 | | weitere Bilder |
| Alcantara                    | bei Floresta in den Monti Nebrodi                                              | bei Giardini-Naxos ins Ionische Meer                                       | 52 km  |                 | durchquert in der Gole dell’Alcantara einen Lavastrom des Ätna. Zum Schutz des Flusses und seines Einzugsgebiets sowie zur Förderung seiner Nutzung als Erholungsgebiet wurde der regionale Parco fluviale dell’Alcantara eingerichtet. | weitere Bilder |
| Fiumefreddo                  | in Fiumefreddo di Sicilia                                                      | in Fiumefreddo di Sicilia ins Ionische Meer                                | 2 km   |                 | neben der Ciane und der Arethusaquelle in Syrakus einer der wenigen Orte in Europa, an denen Papyrus wächst | weitere Bilder |
| Macchia                      | in Giarre                                                                      | in Mascali ins Ionische Meer                                               |        |                 | nur gelegentlich wasserführender Torrente |                |
| Saracena (Fluss)             |                                                                                | linker Quellfluss des Simeto                                               |        |                 | |                |
| Cutò                         |                                                                                | rechter Quellfluss des Simeto                                              |        |                 | |                |
| Simeto                       | Zusammenfluss von Saracena und Cutò in Bronte (Sizilien)                       | im Süden von Catania ins Ionische Meer                                     | 113 km | 4186 km²        | zweitlängster Fluss Siziliens und Fluss mit dem größten Einzugsgebiet | weitere Bilder |
| Gornalunga                   |                                                                                | in Catania in den Simeto                                                   |        |                 | durchfließt den Lago di Ogliastro |                |
| Caltagirone Fiume dei Monaci |                                                                                | in Ramacca in den Gornalunga                                               |        |                 | |                |
| Dittaino                     | Abfluss des Lago Nicoletti in Enna                                             | in Catania in den Simeto                                                   |        |                 | in der Antike Χρύσας (Chrýsas) genannt |                |
| Bozzetta                     |                                                                                | in Leonforte in den Lago Nicoletti                                         |        |                 | |                |
| Salso Salso Cimarosa         |                                                                                | in Centuripe in den Simeto                                                 |        |                 | durchfließt den Lago Pozzillo | weitere Bilder |
| Troina di Sotto              |                                                                                | zwischen Centuripe und Regalbuto in den Salso                              |        |                 | |                |
| Cerami                       |                                                                                | zwischen Gagliano Castelferrato und Nissoria in den Salso                  |        |                 | |                |
| Fiume di Sperlinga           |                                                                                | in Nicosia in den Salso                                                    |        |                 | |                |
| Troina                       |                                                                                | in Bronte (Sizilien) in den Simeto                                         |        |                 | durchfließt den Lago di Ancipa |                |
| San Leonardo                 |                                                                                | zwischen Carlentini und Augusta ins Ionische Meer                          |        |                 | |                |
| Mulinello                    |                                                                                | in Augusta ins Ionische Meer                                               |        |                 | |                |
| Anapo                        |                                                                                | in Syrakus ins Ionische Meer                                               |        |                 | | weitere Bilder |
| Ciane                        |                                                                                | in Syrakus in den Anapo                                                    |        |                 | | weitere Bilder |
| Cavadonna Mammaiabica        |                                                                                | gemeinsam mit der Ciane in Syrakus in den Anapo                            |        |                 | | weitere Bilder |
| Calcinara                    |                                                                                | in Sortino in den Anapo                                                    |        |                 | längster Zufluss des Anapo | weitere Bilder |
| Cassibile                    |                                                                                | zwischen Syrakus und Avola ins Ionische Meer                               |        |                 | | weitere Bilder |
| Asinaro Noto                 |                                                                                | zwischen Avola und Noto ins Ionische Meer                                  |        |                 | | weitere Bilder |
| Tellaro                      |                                                                                | in Noto ins Ionische Meer                                                  |        |                 | | weitere Bilder |
| Tellesimo                    |                                                                                | in den Tellaro                                                             |        |                 | |                |
| Modica                       |                                                                                | in Scicli ins Sizilische Meer                                              |        |                 | nur gelegentlich wasserführender Torrente |                |
| Irminio                      |                                                                                | zwischen Scicli und Ragusa ins Sizilische Meer                             |        |                 | durchfließt den Lago Santa Rosalia | weitere Bilder |
| Ippari                       |                                                                                | in Vittoria ins Sizilische Meer                                            |        |                 | |                |
| Amerillo                     |                                                                                | linker Quellfluss des Dirillo                                              |        |                 | |                |
| Vizzini                      |                                                                                | rechter Quellfluss des Dirillo                                             |        |                 | |                |
| Dirillo Acate                | Zusammenfluss von Amerillo und Vizzini in Licodia Eubea                        | zwischen Acate und Gela ins Sizilische Meer                                |        |                 | in der Antike Ἀχάτης (Achates) genannt, durchfließt den Lago Dirillo |                |
| Gela Disueri                 | Abfluss des Lago Disueri in Mazzarino                                          | in Gela ins Sizilische Meer                                                |        |                 | |                |
| Porcheria                    |                                                                                | in Mazzarino in den Lago Disueri                                           |        |                 | |                |
| Maroglio                     |                                                                                | in den Gela                                                                | 30 km  |                 | |                |
| Comunelli                    |                                                                                | zwischen Gela und Butera ins Sizilische Meer                               |        |                 | durchfließt den Lago Comunelli |                |
| Rizzuto                      |                                                                                | in Butera ins Sizilische Meer                                              |        |                 | |                |
| Imera Meridionale Salso      |                                                                                | in Licata ins Sizilische Meer                                              |        |                 | in der Antike gemeinsam mit dem Imera Settentrionale Ἱμέρας (Himeras) genannt | weitere Bilder |
| Braemi                       |                                                                                | in den Imera Meridionale                                                   |        |                 | |                |
| Morello                      |                                                                                | in den Imera Meridionale                                                   |        |                 | |                |
| Salso                        |                                                                                | in den Imera Meridionale                                                   |        |                 | |                |
| Palma                        |                                                                                | in Palma di Montechiaro ins Sizilische Meer                                |        |                 | |                |
| Naro                         |                                                                                | in Agrigent ins Sizilische Meer                                            |        |                 | durchfließt den Lago San Giovanni | weitere Bilder |
| Burraito                     |                                                                                | in Agrigent in den Naro                                                    |        |                 | durchfließt den Lago Furore |                |
| San Leone                    |                                                                                | in Agrigent ins Sizilische Meer                                            |        |                 | | weitere Bilder |
| Fosso delle Canne            |                                                                                | in Siculiana ins Sizilische Meer                                           |        |                 | |                |
| Platani                      |                                                                                | in Cattolica Eraclea ins Sizilische Meer                                   |        |                 | durchfließt den Lago Fanaco | weitere Bilder |
| Magazzolo                    |                                                                                | in Ribera ins Sizilische Meer                                              |        |                 | durchfließt den Lago di Magazzolo |                |
| Verdura Sosio                | Abfluss des Lago Pian del Leone in Castronovo di Sicilia                       | zwischen Ribera und Sciacca ins Sizilische Meer                            |        |                 | durchfließt den Lago di Gammauta |                |
| Raia                         | Abfluss des Lago di Prizzi in Prizzi                                           | in Prizzi in den Sosio                                                     |        |                 | |                |
| Carboj                       | Abfluss des Lago Arancio in Sciacca                                            | zwischen Sciacca und Menfi ins Sizilische Meer                             |        |                 | | weitere Bilder |
| Rincione                     |                                                                                | in Sambuca di Sicilia in den Lago Arancio                                  |        |                 | |                |
| Belice Sinistro              | Abfluss des Lago Garcia in Monreale                                            |                                                                            |        |                 | linker Quellfluss des Belice |                |
| Frattina                     |                                                                                | in Monreale in den Lago Garcia                                             |        |                 | |                |
| Belice Destro                | Abfluss des Lago di Piana degli Albanesi in Piana degli Albanesi               |                                                                            |        |                 | rechter Quellfluss des Belice, durchfließt den Serbatoio Guadalami |                |
| Belice                       | Zusammenfluss von Belice Sinistro und Belice Destro in Poggioreale (Sizilien)  | in Castelvetrano ins Sizilische Meer                                       |        |                 | | weitere Bilder |
| Modione                      |                                                                                | in Castelvetrano ins Sizilische Meer                                       |        |                 | |                |
| Arena Delia                  |                                                                                | in Mazara del Vallo in die Straße von Sizilien                             |        |                 | |                |
| Mazaro                       |                                                                                | in Mazara del Vallo in die Straße von Sizilien                             |        |                 | | weitere Bilder |
| Birgi Chinisia               |                                                                                | in Marsala ins Tyrrhenische Meer                                           |        |                 | |                |
| Lenzi                        |                                                                                | in Trapani ins Tyrrhenische Meer                                           |        |                 | |                |
| Forgia                       |                                                                                | zwischen Valderice und Custonaci ins Tyrrhenische Meer                     |        |                 | |                |
| San Bartolomeo               |                                                                                | zwischen Castellammare del Golfo und Alcamo ins Tyrrhenische Meer          |        |                 | |                |
| Jato                         |                                                                                | in Balestrate ins Tyrrhenische Meer                                        |        |                 | durchfließt den Lago Poma |                |
| Nocella                      |                                                                                | zwischen Trappeto und Terrasini ins Tyrrhenische Meer                      |        |                 | |                |
| Oreto                        |                                                                                | in Palermo ins Tyrrhenische Meer                                           |        |                 | | weitere Bilder |
| Ficarazzi Eleuterio Scanzano |                                                                                | zwischen Ficarazzi und Bagheria ins Tyrrhenische Meer                      |        |                 | |                |
| Milicia                      |                                                                                | zwischen Casteldaccia und Altavilla Milicia ins Tyrrhenische Meer          |        |                 | |                |
| San Michele                  |                                                                                | in Altavilla Milicia ins Tyrrhenische Meer                                 |        |                 | |                |
| San Leonardo                 |                                                                                | in Termini Imerese ins Tyrrhenische Meer                                   |        |                 | durchfließt den Lago di Caccamo |                |
| Torto                        |                                                                                | in Termini Imerese ins Tyrrhenische Meer                                   |        |                 | |                |
| Imera Settentrionale         |                                                                                | zwischen Termini Imerese und Campofelice di Roccella ins Tyrrhenische Meer |        |                 | in der Antike gemeinsam mit dem Imera Meridionale Ἱμέρας (Himeras) genannt |                |
| Roccella                     |                                                                                | in Campofelice di Roccella ins Tyrrhenische Meer                           |        |                 | |                |
| Lascari (Piletto)            |                                                                                | in Lascari ins Tyrrhenische Meer                                           |        |                 | |                |
| Pollina                      |                                                                                | zwischen Pollina und San Mauro Castelverde ins Tyrrhenische Meer           |        |                 | |                |
| Tusa                         |                                                                                | zwischen Tusa und Motta d’Affermo ins Tyrrhenische Meer                    |        |                 | |                |
| Santo Stefano Romei          |                                                                                | zwischen Reitano und Santo Stefano di Camastra ins Tyrrhenische Meer       |        |                 | |                |
| Caronia                      |                                                                                | in Caronia ins Tyrrhenische Meer                                           |        |                 | |                |
| San Fratello Furiano         |                                                                                | in Acquedolci ins Tyrrhenische Meer                                        |        |                 | |                |
| Inganno                      |                                                                                | zwischen Acquedolci und Sant’Agata di Militello ins Tyrrhenische Meer      |        |                 | |                |
| Rosmarino                    |                                                                                | zwischen Sant’Agata di Militello und Torrenova ins Tyrrhenische Meer       |        |                 | |                |
| Zappulla                     |                                                                                | zwischen Torrenova und Capo d’Orlando ins Tyrrhenische Meer                |        |                 | |                |
| Naso                         |                                                                                | in Naso ins Tyrrhenische Meer                                              |        |                 | |                |
| Sant’Angelo di Brolo         |                                                                                | zwischen Brolo und Piraino ins Tyrrhenische Meer                           |        |                 | |                |
| Timeto                       |                                                                                | in Patti ins Tyrrhenische Meer                                             |        |                 | |                |
| Elicona                      |                                                                                | zwischen Oliveri und Falcone ins Tyrrhenische Meer                         |        |                 | |                |
| Mazzarrà                     |                                                                                | in Terme Vigliatore ins Tyrrhenische Meer                                  |        |                 | |                |
| Termini Rodo                 |                                                                                | in Barcellona Pozzo di Gotto ins Tyrrhenische Meer                         |        |                 | |                |
| Longano                      |                                                                                | in Barcellona Pozzo di Gotto ins Tyrrhenische Meer                         |        |                 | |                |
| Mela                         |                                                                                | zwischen Barcellona Pozzo di Gotto und Milazzo ins Tyrrhenische Meer       |        |                 | |                |
| Corriolo Floripotema         |                                                                                | zwischen Milazzo und San Filippo del Mela ins Tyrrhenische Meer            |        |                 | |                |
| Muto                         |                                                                                | in Pace del Mela ins Tyrrhenische Meer                                     |        |                 | |                |
| Niceto                       |                                                                                | zwischen San Pier Niceto und Monforte San Giorgio ins Tyrrhenische Meer    |        |                 | | weitere Bilder |
| Saponara                     |                                                                                | zwischen Rometta und Saponara ins Tyrrhenische Meer                        |        |                 | nur gelegentlich wasserführender Torrente |                |
| Corsari                      |                                                                                | in Messina ins Tyrrhenische Meer                                           |        |                 | |                |

## Karte
- Karte mit allen Koordinaten:
- OSM |
- WikiMap